# Kanton Sigchos
Der Kanton Sigchos befindet sich in der Provinz Cotopaxi nordzentral in Ecuador. Er besitzt eine Fläche von 1352 km². Im Jahr 2022 lag die Einwohnerzahl bei rund 18.500. Verwaltungssitz des Kantons ist die Ortschaft Sigchos mit 1947 Einwohnern (Stand 2010).

## Lage
Der Kanton Sigchos befindet sich im zentralen Norden der Provinz Cotopaxi. Das Gebiet liegt in der Cordillera Occidental. Der Río Toachi durchfließt das Areal in nördlicher Richtung. Im Süden reicht der Kanton bis zu der Caldera Quilotoa. Im Osten reicht der Kanton bis zum Gipfel des Illiniza Norte.
Der Kanton Sigchos grenzt im Nordosten an die Provinz Pichincha, im Osten an den Kanton Latacunga, im Südosten an den Kanton Saquisilí, im Süden an den Kanton Pujilí, im Westen an den Kanton La Maná sowie im Nordowesten an die Provinz Santo Domingo de los Tsáchilas.

## Verwaltungsgliederung
Der Kanton Sigchos ist in die Parroquia urbana („städtisches Kirchspiel“)
- Sigchos (Matriz)

und in die Parroquias rurales („ländliches Kirchspiel“)
- Chugchilán
- Isinliví
- Las Pampas
- Palo Quemado

gegliedert.

## Geschichte
Der Kanton Sigchos wurde am 7. August 1992 eingerichtet (Registro Oficial).
Entwicklung der Einwohnerzahl im Kanton Sigchos bei landesweiten Volkszählungen zum jeweiligen Gebietsstand:
| Jahr                    | Einwohner | +/-     |
| ----------------------- | --------- | ------- |
| 2001                    | 20.722    | –       |
| 2010                    | 21.944    | 5,9 %   |
| 2022                    | 18.460    | −15,9 % |
| Datenherkunft: Wikidata |           |         |

## Ökologie
Über den Westen und Norden erstreckt sich die Reserva Ecológica Los Ilinizas.